# Башкирская диаспора
Башкирская диаспора — этнические башкиры и выходцы из Башкортостана, проживающие вне территории Республики Башкортостан.

## Численность диаспоры

### Постсоветское пространство
Исходя из данных, представленных в различных источниках, численность башкирской диаспоры наиболее высокая в Казахстане — 17 тысяч человек (по данным переписи 2021 года).
Согласно устаревшим данным переписей населения, башкирская диаспора существует в Украине — 4,2 тысячи человек (по данным переписи 2001 года); в Узбекистане — 3,7 тысячи человек (по данным 2000 года); в Беларуси — 1,1 тысяча человек (по данным 1999 года); в Таджикистане — 900 человек (по данным 2000 года).

### Иные страны
Башкирская диаспора также существует в Соединённых Штатах, Германии, Венгрии и Японии.

### Башкирская диаспора в Турции
Башкирская диаспора в Турции окончательно оформилась в начале XX века, хотя башкиры переселялись в Турцию ещё с XVII века. Известными представителями башкирской диаспоры в Турции являются отец-основатель Башкирской республики Ахмет Заки Валиди, Абдулкадир Инан, Зия Ускайнак, Шагибек Узбеков и другие. Некоторые башкиры остались в Турции после Первой мировой войны и Второй мировой войны. Наибольшую численность башкирской диаспоры пополнили выходцы в современный период.

### Башкирская диаспора в США
В Соединённых Штатах численно башкиры оформились в Лос-Анджелесе и Майами. Вместе они проводят сабантуи и другие национальные башкирские праздники. Известным представителем башкирской диаспоры в США является певец Алтынай Валитов.